# Famille Bhutto
Cette page explique l’histoire ou répertorie les différents membres de la famille Bhutto.
Pour l’article ayant un titre homophone, voir Butō.

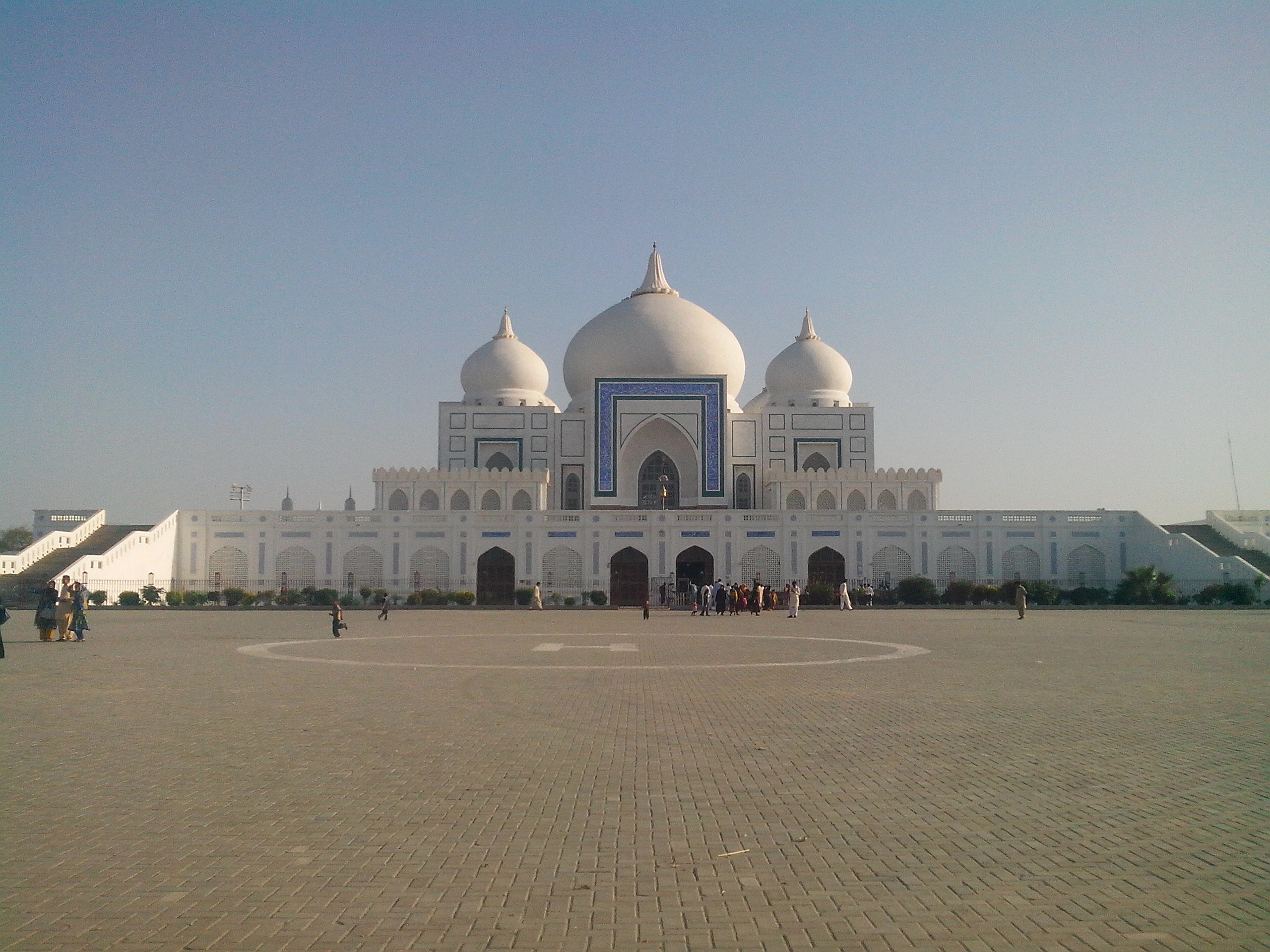
Mausolée de plusieurs membres de la famille Bhutto.

Bhutto est le nom d'une famille de dirigeants du Pakistan.
- Ghulam Murtaza Bhutto (1862-1940)
  - Shah Nawaz Bhutto (1888-1957), premier ministre de l’ancien État princier de Junagadh (Indes), père de Zufikar Ali Bhutto
    - Zulfikar Ali Bhutto (1928-1979), président du Pakistan (1971-1973), puis premier ministre (1973-1977), marié à Nusrat Ipahani Bhutto (1929-2011)
      - Benazir Bhutto (1953-2007), première ministre du Pakistan (1988-90, 1993-96), mariée à Asif Ali Zardari, président du Pakistan de 2008 à 2013 et depuis 2024
        - Bilawal Bhutto Zardari (né en 1988)
        - Bakhtawar Bhutto Zardari (née en 1990)
        - Asifa Bhutto Zardari (née en 1993)

      - Murtaza Bhutto (1954-1996), frère de Benazir, membre de l'Assemblée du Sind, marié à Ghinwa Bhutto, personnalité politique pakistanaise
        - Zulfikar Bhutto
        - Fatima Bhutto née en 1982, poète et éditorialiste

      - Sanam Bhutto, née en 1957, sœur de Benazir et Murtaza, mariée à Nasir Hussain
        - Azadi Bhutto Hussain
        - Shaharyar Hussain

      - Shahnawaz Bhutto (1958-1985), frère de Benazir et Murtaza, marié à Rehanna Bhutto
        - Sassi Bhutto (née en 1982)

  - Nabi Bux Khan Bhutto (1887-1965)
    - Mumtaz Bhutto (1933-2021) chef Sardar du clan Bhutto, cousin de Zulfikar Ali Bhutto
      - Ameer Bux Bhutto (1954), membre de l'Assemblée du Sind